# Хинухски језик
Хинухски језик ('гьинузас мец (hinuzas mec)) један је од језика који припада групи сјевероисточних кавкаских језика, а који припада дидојској подгрупи језика. Унутар дидојске подјеле језика, дидојски језик припада групи дидојско-хинухских језика. Говори се у Дагестану и то од старне свега приближно 5 припадника Дидојаца, према подацима из 2010. године дуж десне обале ријеке Анди-Којсу.
Пошто хинухски језик нема свој писмени облик, као и остали чланови породице дидојских језика, користе аварски и руски језик као књижевни. Хинухски језик нема дијалекте, али је у једом одређеном периоду он сам био сматран као дијалекат дидојског језика, и то због своје језичке близине.
Хинухци су као народ већ поменути у грузијским хроникама из раног средњег вијека. Међутим, њихов језик је по први пут био описан 1916. године од стране руског етнографа А. Сержпутовског.

## Правопис

### Вокали
Хинухски језик има 6 вокала, и то „a, e, i, o, u, y”, који могу бити дуги и кратки.
|        | Предњи | Централни | Задњи |
| ------ | ------ | --------- | ----- |
| високи | i ü    |           | u     |
| средњи | e      |           | o     |
| ниски  |        | a         |       |

### Консонанти
|             |           | Уснени  | Зубни    | Алвеоларни | Посталвеоларни | Палатални | Веларни | Веларни   | Увуларни | Увуларни  | Фарингелни | Глотални |
| чисти       | лаб       | Уснени  | Зубни    | Алвеоларни | Посталвеоларни | Палатални | чисти   | лаб       |          |           | Фарингелни | Глотални |
| ----------- | --------- | ------- | -------- | ---------- | -------------- | --------- | ------- | --------- | -------- | --------- | ---------- | -------- |
| Назални     | Назални   | /m/ m   | /n/ n    |            |                |           |         |           |          |           |            |          |
| Праскави    | звучни    | /b/ b   | /d/ d    |            |                |           | /g/ g   | /gʷ/ gʷ   |          |           | /ʡ/ ʡ      |          |
| Праскави    | безвучни  | /p/ p   | /t/ t    |            |                |           | /k/ k   | /kʷ/ kʷ   | /q/ q    | /qʷ/ qʷ   |            | /ʔ/ ʔ    |
| Праскави    | ијективни | /pʼ/ pʼ | /tʼ/ tʼ  |            |                |           | /kʼ/ kʼ | /kʼʷ/ kʼʷ | /qʼ/ qʼ  | /qʼʷ/ qʼʷ |            |          |
| Аферкативни | безвучни  |         | /t͡s/ c   | /t͡ɬ/ tɬ    | /t͡ʃ/ č         |           |         |           |          |           |            |          |
| Аферкативни | ијективни |         | /t͡sʼ/ cʼ | /tɬʼ/ tɬʼ  | /t͡ʃʼ/ čʼ       |           |         |           |          |           |            |          |
| Фрактивни   | звучни    |         | /z/ z    |            | /ʒ/ ž          |           |         |           | /ʁ/ ɣ    | /ʁʷ/ ɣʷ   | /ħ/ ħ      |          |
| Фрактивни   | безвучни  | /f/ f   | /s/ s    | /ɬ/ ɬ      | /ʃ/ š          |           |         |           | /χ/ x    | /χʷ/ xʷ   |            | /h/ h    |
| Прибижни    | Прибижни  |         |          | /l/ l      |                | /j/ y     |         | /w/ w     |          |           |            |          |
| Трептави    | Трептави  |         | /r/ r    |            |                |           |         |           |          |           |            |          |